# Баратье, Жак
Жак Баратье (фр. Jacques Baratier; 8 марта 1918 — 27 ноября 2009) — французский кинорежиссёр
, сценарист, актёр.

## Биография
Сын банкира, родился в Монпелье 8 марта 1918 года. С юности увлекался живописью и литературой, но по совету родителей стал изучать право. Закончил учёбу в 1938 году и поступил на службу в ВВС Франции. Во время Второй мировой войны служил в Марокко. После окончания войны вернулся в Париж, завязал знакомства в литературных кругах, бывал в районе Сен-Жермен-де-Пре и подружился с Жаком Бессом, Оливье Ларрондом и Борисом Вианом. Устав от парижской богемной жизни, решил стать художником и уехал в Магриб. На юге Алжира в 1948 году был нанят в качестве статиста и помощника Рене Чана на съёмках фильма «Белая эскадрилья» по роману Жозефа Пейра. Полученный опыт пробудил в нём желание заняться кино и он снял свой первый короткометражный фильм «Les filles du soleil», в котором показаны обычаи и повседневная жизнь берберского племени.
Как режиссер снял 21 кинокартину. Фильм «Paris la nuit» был представлен в конкурсной программе на 6-м Берлинском международном кинофестивале в 1956 г.
Его фильм «Goha» был награждён премией на Каннском кинофестивале 1958 г. Его фильм «Lar poupee» (1962) вошел в программу 12-го Берлинского международного кинофестиваля.
Умер в Антони 27 ноября 2009 года от сердечной недостаточности в возрасте 91 года.
Награждён «Орденом искусств и литературы».

## Избранная фильмография
- Les Filles du soleil (1948)
- Беспорядок /Désordre (1949)
- La Cité du midi (1951)
- La vie du vide (1952)
- Le Métier de danseur (1953)
- Histoire du palais idéal (1954)
- Paris la nuit (1955)
- Goha (1958)
- Он, Она или Оно (1962)
- Драже с перцем (1963)
- Eves futures (1964)
- L’Or du duc (1965)
- Voilà l’ordre (1966)
- Le Désordre à vingt ans (1967)
- Piège (1968)
- Les Indiens (1969)
- La Ville-bidon (1973)
- Вас это интересует? / Vous intéressez-vous à la chose? (1974)
- Opération séduction (1975)
- L’Araignée de satin (1984)
- Rien, voilà l’ordre (2003)